# Jürgen Gjasula
Jürgen Fatmir Gjasula (* 5. Dezember 1985 in Tirana) ist ein ehemaliger deutsch-albanischer Fußballspieler.

## Karriere
Gjasula zog im Alter von vier Jahren mit seinen Eltern von Albanien nach Freiburg im Breisgau. In der Jugend spielte er beim Freiburger FC, Blau-Weiß Wiehre und dem PSV Freiburg. Als 16-Jähriger wechselte er zum SC Freiburg und stand im Jahr darauf erstmals im Kader von dessen Bundesligamannschaft. 2004 wechselte er zum 1. FC Kaiserslautern und bestritt dort in der Saison 2004/05 sieben Bundesligaspiele. Nach einer Saison wechselte er in die Schweiz zum FC St. Gallen. Am 9. April 2008 wurde Gjasula zusammen mit seinem Teamkollegen Franco Di Jorio aus dem Kader des FC St. Gallen freigestellt. Trainer Krassimir Balakow nannte für seine Entscheidung „sportliche Gründe“, die er jedoch nicht im Detail kommentieren wollte. Am 2. Juni 2008 unterschrieb Gjasula beim FC Basel einen Dreijahresvertrag, doch ab Mitte 2009 plante der FC Basel ohne ihn.
Ende August 2009 wechselte Gjasula zum deutschen Zweitligisten FSV Frankfurt, der ihn für zwei Jahre verpflichtete. Die Saison 2009/10 hatte zu diesem Zeitpunkt bereits begonnen, sodass er erst am fünften Spieltag zu seinem ersten Einsatz kam. Gjasula erspielte sich schnell einen Stammplatz im offensiven Mittelfeld des FSV, der wie schon im Vorjahr gegen den Abstieg kämpfte. Die Bornheimer, die ab Oktober 2009 von Hans-Jürgen Boysen trainiert wurden, hielten am Saisonende die Klasse.
Zur Spielzeit 2010/11 erfolgte ein personeller Umbruch im Kader des FSV; Gjasula zählte neben Torhüter Patric Klandt, Verteidiger Christian Müller sowie den Sturmspitzen Cidimar und Sascha Mölders zu den wenigen Stammspielern, die auch in der neuen Spielzeit regelmäßig für den Zweitligisten aufliefen. Mit dem Neuzugang Mike Wunderlich bildete er nunmehr das zentrale Mittelfeld des FSV Frankfurt, der sich in der Vorrunde zeitweise im oberen Mittelfeld der 2. Bundesliga platzierten. Mit sechs Toren war Gjasula in seinem zweiten Jahr beim FSV der zweitbeste Torschütze nach Mittelstürmer Sascha Mölders.
Zur Saison 2011/12 wechselte Gjasula ablösefrei zum Zweitligakonkurrenten MSV Duisburg, für den er in seinem ersten Jahr auf 30 Ligaeinsätze und drei Tore kam. Im Juli 2012 wurde bei dem Mittelfeldspieler eine Herzmuskelentzündung festgestellt, wegen der er die folgenden sechs Monate pausieren musste. Zur Rückrunde der Saison 2012/13 kehrte Gjasula in den Kader des Zweitligisten zurück. Sein Comeback gab er am 9. Februar 2013 im Heimspiel des MSV gegen den TSV 1860 München.
Nach dem Zwangsabstieg des MSV aus der 2. Bundesliga wechselte Gjasula im Sommer 2013 nach Bulgarien zu Litex Lowetsch. Dort erzielte er in der folgenden Saison 2013/14 in 24 Liga- und sechs Relegationsspielen neun Tore und bereitete acht weitere vor. Auf seinen Wunsch wurde der Vertrag im Sommer 2014 nach einem Jahr wieder aufgelöst.
Nachdem er sich als vereinsloser Spieler zunächst bei den Kickers Offenbach fit gehalten hatte, bei denen sein Bruder Klaus spielte, bemühte sich Jürgen Gjasula um Kontakt zum Zweitligisten VfR Aalen. Im August und September 2014 absolvierte er bei den Aalenern ein Probetraining, die ihn daraufhin verpflichteten. Zur Saison 2015/16 wechselte Gjasula zur SpVgg Greuther Fürth. Beim fränkischen Fußball-Zweitligisten unterschrieb er einen Zweijahresvertrag.
Nachdem sein Vertrag im Sommer 2018 ausgelaufen war, schloss er sich im Oktober 2018 dem FC Viktoria Berlin in der Regionalliga Nordost an.
Nach nur neun Einsätzen in der Hinrunde unterschrieb Gjasula einen Vertrag beim Drittliga-Aufsteiger Energie Cottbus bis zum Ende der Saison 2018/19, der sich beim Klassenerhalt, den der FC Energie nicht schaffte, automatisch um ein Jahr verlängert hätte.
Zur Saison 2019/20 verblieb der Mittelfeldspieler in der 3. Liga und schloss sich dem Absteiger 1. FC Magdeburg an, bei dem er einen bis Juni 2020 gültigen Vertrag erhielt. Dieser wurde bis zum Juni 2021 verlängert.
Im September 2021 wechselte er zum Berliner AK 07 in die Regionalliga Nordost. Im Sommer 2023 beendete er seine Karriere.

## Familie
Sein jüngerer Bruder Klaus (* 1989) ist ebenfalls Fußballspieler. Die Familie lebt in Freiburg im Breisgau.
Die für albanische Verhältnisse ungewöhnlichen Vornamen Jürgen und Klaus erhielten die Brüder, weil ihre Großmutter gerne Die Schwarzwaldklinik schaute, in der Klausjürgen Wussow als Professor Brinkmann agierte.